# Cécile Goldet
Pour les articles homonymes, voir Goldet.
Cécile Goldet, née Cécile Marc-Schrader le 15 mars 1914 à Pau et morte à Joinville-le-Pont le 27 octobre 2019,, est une résistante, déportée, femme politique et médecin française.

## Biographie
Cécile Goldet suit des études pour devenir gynécologue. 
À la fin de ses études en 1941, elle rencontre Alexis Carrel et entre à sa Fondation française pour l'étude des problèmes humains[réf. nécessaire].
Résistante, infirmière auprès du maquis du Vercors, Cécile Goldet est arrêtée le 27 juillet 1944. Elle est déportée le 10 août 1944 au camp de concentration de Ravensbrück[Information douteuse].
En 1960, elle participe à la création du Mouvement français pour le planning familial. Elle entre en 1962 au Mouvement Démocratique Féminin, introduite par Marie-Thérèse Eyquem. Elle est élue pour la première fois en 1965 à Fleury-en-Bière. Elle se présente également en 1967 et en 1971 aux municipales de Paris, en tant que candidate PS, où elle est battue. En 1970, elle devient trésorière de l'Association pour l'étude de l'avortement.
Elle se joint au CERES, mouvement de Jean-Pierre Chevènement. De 1975 à 1977, elle siège au comité directeur du PS. En 1977, son investiture en tant que candidate aux sénatoriales lui est refusée. Après les législatives de 1978, elle fait partie du courant des « femmes autonomes ». Avec Françoise Gaspard et Édith Lhuillier, elle affirme une rupture vis-à-vis du parti.
Cécile Goldet devient sénatrice en 1979 en remplaçant Georges Dayan. Au Sénat, elle siège à la commission des Affaires Sociales, est vice-présidente du groupe socialiste et secrétaire du Sénat.
Elle prend sa retraite de gynécologue en 1982.
En 1990, elle signe l'appel des 75 contre la guerre du Golfe.[réf. souhaitée]

### Famille
Cécile Goldet est la mère d'Hélène Goldet, qui fut militante trotskiste, de Lucile Goldet, décédée dans un accident de la route, et de Pierre Goldet.

## Détail des fonctions et des mandats
Mandat parlementaire
- 29 mai 1979 - 1er octobre 1986 : sénatrice de Paris.

Mandat local
- 1965 - 1981 : conseillère municipale de Fleury-en-Bière.